# Jacob Carel van de Kasteele
Jacob Carel van de Kasteele (Den Haag, 26 maart 1780 - Den Haag, 1 juli 1835) was een Nederlandse advocaat en politicus.

## Familie
Van de Kasteele was een zoon van mr. Pieter Leonard van de Kasteele (1748-1810) en Geertruid Margaretha Craeijvanger (1749-1780). Hij trouwde met Machtilda Elisabeth Maria Jacoba van Bosvelt (1787-1864), uit dit huwelijk werden zestien kinderen geboren. Net als zijn vader was hij niet alleen politiek actief, maar hij schreef en publiceerde ook gedichten. Hij was lid van de Maatschappij der Nederlandse Letterkunde.

## Loopbaan
Van de Kasteele studeerde Romeins en hedendaags recht aan de Leidse hogeschool, hij promoveerde in 1801 op het proefschrift Sive exercitationes quaedam de ultimis voluntatibus rite interpretandis. Hij vestigde zich als advocaat in zijn geboorteplaats. Hij werd advocaat-fiscaal van het Hooggerechtshof (1808-1814) en was vervolgens rijksadvocaat (1814-overlijden).
In zijn politieke loopbaan was hij gemeenteraadslid (1819-1835), een van het viermanschap van burgemeesters (1822-1824) en aansluitend wethouder (1824-1835) in Den Haag. Hij werd verkozen tot lid van de Tweede Kamer der Staten-Generaal (1824-1835). Hij behoorde tot de regeringsgezinden. Hij werd door Willem I benoemd tot ridder in de Orde van de Nederlandse Leeuw.
Daarnaast was hij van 1814-1828 bestuursvoorzitter van de Koninklijke Academie van Beeldende Kunsten in Den Haag.
Van de Kasteele overleed op 55-jarige leeftijd.

## Publicaties
- 1801 Specimen juridicum inaugurale sive exercitationes quaedam de ultimis voluntatibus rite interpretandis (dissertatie)
- 1821 Jubelzang, bij de viering van het vijf-en-twintig jarig bestaan van het 's-Gravenhaagsch departement der Maatschappij: tot Nut van 't Algemeen, op den 16den November 1821. 's-Gravenhage, Amsterdam, Gebr. Van Cleef
- 1821 Het 's-Gravenhaagsche Bosch (dichtwerk)
- 1836 Nagelatene gedichten Den Haag: J.P. Beekman

- Biografisch Portaal: 37793019
- Digitale Bibliotheek voor de Nederlandse Letteren: kast005
- Gemeinsame Normdatei: 120735296
- International Standard Name Identifier: 0000 0000 1581 6601
- Nederlandse Thesaurus van Auteursnamen: 070076677
- Parlement.com: vg09llrbuwz4
- Virtual International Authority File: 20519740
- WorldCat: E39PBJdrFdxTGhjqJCkf4vXWXd